# لوکاس هاس
لوکاس هاس (انگلیسی: Lukas Haas؛ زادهٔ ۱۶ آوریل ۱۹۷۶) یک هنرپیشه اهل ایالات متحده آمریکا است. وی از سال ۱۹۸۳ میلادی تاکنون مشغول فعالیت بوده است.
از فیلم‌ها یا برنامه‌های تلویزیونی که وی در آن نقش داشته است می‌توان به تلقین، لینکلن، مریخ حمله می‌کند!، جابز، آخرین روزها، آلفا داگ، گردش شنل‌قرمزی، رز پریشان، همه می‌گویند دوستت دارم، دختران مادی، وقتی که او بیرون بود، جهش ایمان، صبح تو را می‌بینم، دلالان شرط‌بندی و ماجراهای دکه سمساری اشاره کرد.

## اوایل زندگی
هاس در غرب هالیوود، کالیفرنیا به دنیا آمد. پدرش برتولد هاس بازیگر است؛ و مادرش امیلی تریسی نویسنده است. مادرش بومی تگزار است؛ و پدرش از آلمان مهاجرت کرد. دو برادردارد. دوقلوهای سیمون جکوی هاس و نیوکلای یوهانس هاس هر دو طراح هستند.